# Besset
Besset település Franciaországban, Ariège megyében. Lakosainak száma 165 fő (2022. január 1.). Besset La Bastide-de-Bousignac, Coutens, Dun és Mirepoix községekkel határos.

## Népesség
A település népességének változása:
| Lakosok száma | 88   | 114  | 123  | 141  | 160  | 166  | 164  | 162  | 166  | 165  |
|               | 1968 | 1982 | 1990 | 2006 | 2013 | 2015 | 2017 | 2019 | 2020 | 2022 |